# Марціс Зембергс
Мікс Індрашис (латис. Zembergs Mārcis; народився 3 грудня 1988, Нулл, Латвія) — латвійський хокеїст, нападник. Виступає в ризькому Динамо-Юніорс, виступав у складі юніорської збірної Латвії (U-18) та молодіжної збірної Латвії (U-20).